# 亞哈斯

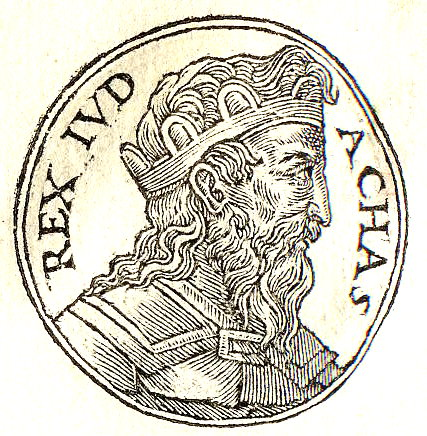
亞哈斯

亞哈斯（希伯來語：‎，前763年—前716年）天主教譯為阿哈次，是古代中東國家南猶大王國的第十二任君主。他的父親是約坦。王后名叫亞比雅（Abijah），簡稱「亞比」。

## 登年早期
亞哈斯在位的年期，目前歷史上有兩種講法：
1. 費毅榮（英语：Edwin R. Thiele）認為是從前736年到前716年；
2. 威廉·奧爾布賴特（英语：William F. Albright）認為是從前735年到前715年。

## 聖經相關章節
- 《列王紀下》第16章
- 《歷代志下》第28章